# لج الريفة (كعيدنة)

تعديل مصدري - تعديل

لج الريفة هي إحدى قرى عزلة الثلث بمديرية كعيدنة التابعة لمحافظة حجة، بلغ تعداد سكانها 78 نسمة حسب تعداد اليمن لعام 2004.